# Proxanthobasis aldrichi
Proxanthobasis aldrichi là một loài ruồi trong họ Tachinidae.